# Albert Alsteen
Albert Alsteen, né le 13 août 1916 à Liège et mort en juillet 1982 était un arbitre belge de football, qui officia dès 1949 et fut arbitre international de 1952 à 1959.

## Carrière
Il a officié dans une compétition majeure :
- Coupe des clubs champions européens 1957-1958 (finale)